# Willem Blanken (1923-2009)
Willem Blanken (Bergambacht, 27 april 1923 – Veendam, 21 december 2009) was een Nederlands politicus van de ARP en later het CDA.
In 1959 werd hij gemeentesecretaris van Smilde en in mei 1963 volgde zijn benoeming tot burgemeester van de toenmalige Groningse gemeente Middelstum. Op 1 januari 1973 werden enkele Overijsselse gemeenten samengevoegd tot de nieuwe gemeente Brederwiede waarvan Blanken toen de burgemeester werd. Spanningen binnen onder andere B&W zorgde ervoor dat Blanken in april 1980 met ziekteverlof ging en niet lang daarna werd hij opgevolgd door mr. W.J.E. Crommelin, de oud-burgemeester van Zwollerkerspel.
Blanken overleed eind 2009 op 86-jarige leeftijd.